# Bundesstraße 511
Die Bundesstraße 511 (Abkürzung: B 511) ist eine deutsche Bundesstraße in Nordrhein-Westfalen im Sauerland.

## Überblick
- Länge: 15,3 km
- Anfangspunkt: Eslohe-Bremke
- Endpunkt: Schmallenberg-Gleidorf

## Geschichte
Die Bundesstraße 511 wurde in der Mitte der 1970er Jahre eingerichtet.